# Percorso archeologico di Cavedine
Il percorso archeologico di Cavedine (TN) è un itinerario sterrato ad anello percorribile a piedi che conduce alla scoperta di alcuni siti d’importanza archeologica con punti d’interesse storico-culturali-archeologici e naturalistici.

## Percorso

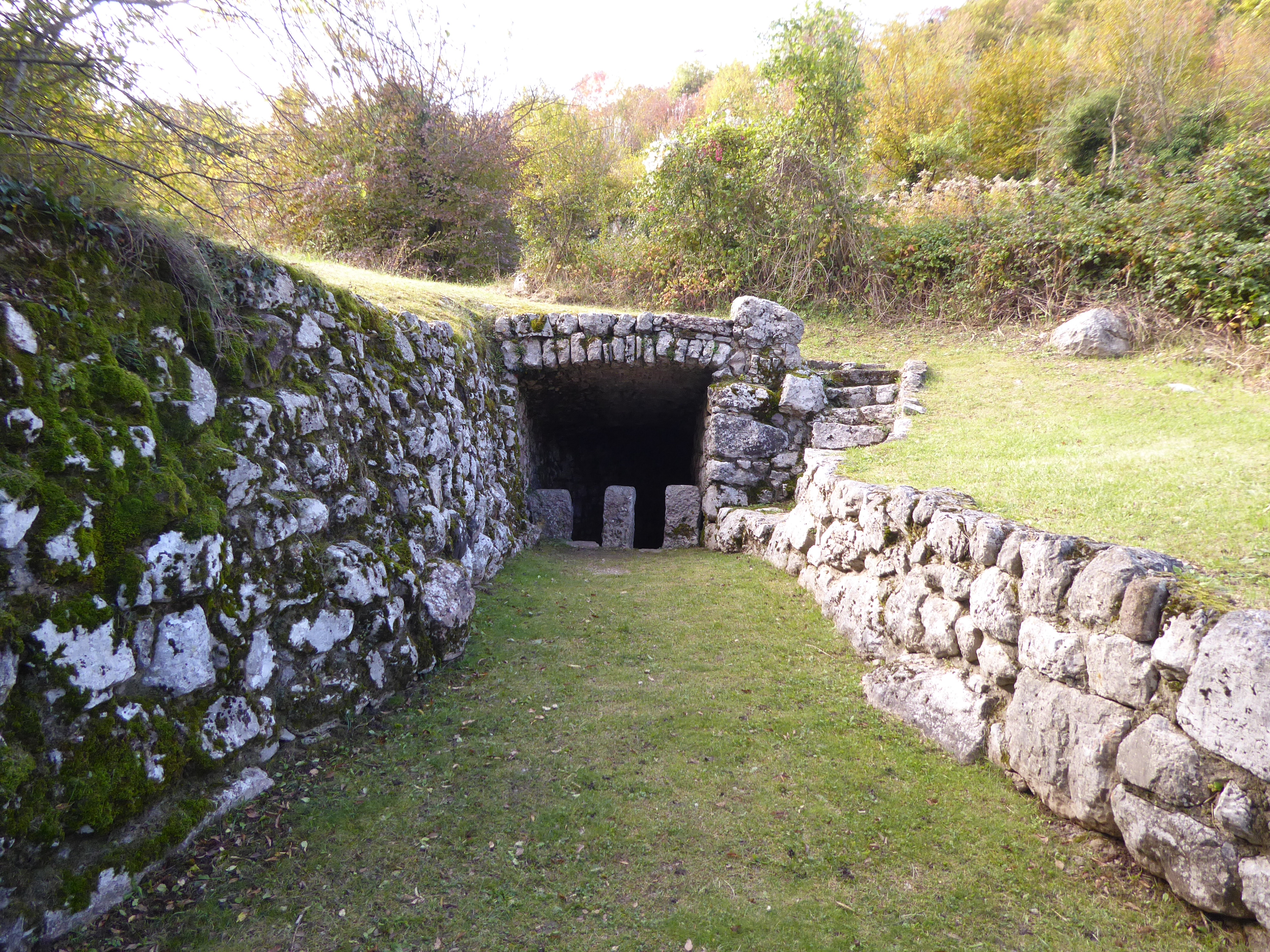
La fonte romana

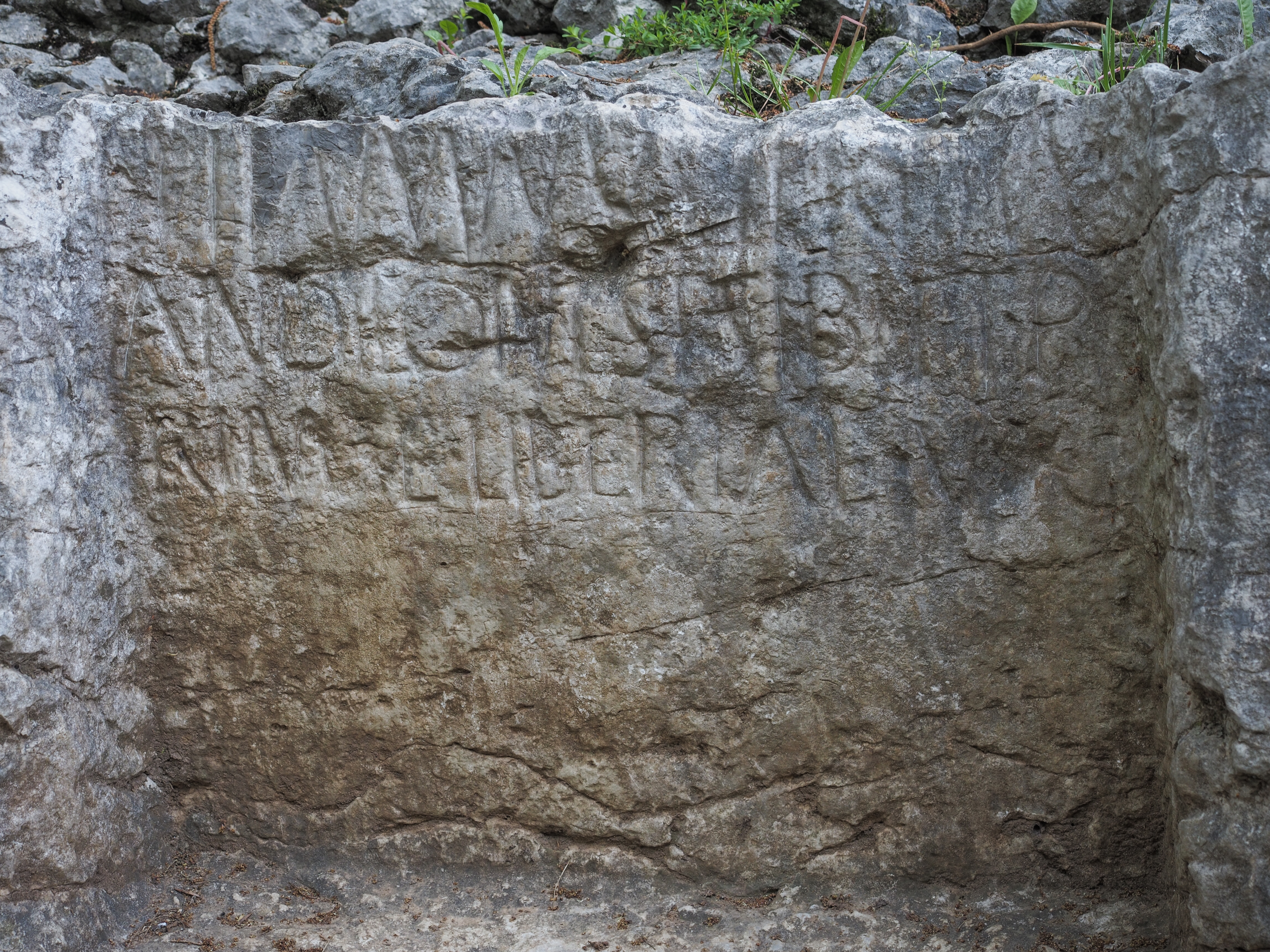
La “Carega del Diaol”

Il sentiero parte dal centro abitato di Cavedine, nella parte alta di Piazza Garibaldi, vicino alla Chiesa Parrocchiale della Madonna Assunta. Il tracciato segue la cosiddetta "strada romana", lungo la dorsale occidentale della Valle di Cavedine che costituiva un tratto collaterale della principale via di comunicazione nord-sud che congiungeva Tridentum con il lago di Garda.
Durante il percorso, si incontrano delle tracce archeologiche:
La Fonte Romana
Una struttura sotterranea in muratura costituita da un avvolto, sostenuta da un arco a tutto sesto che accoglie una grande vasca rettangolare in pietra per la raccolta delle acque provenienti da una falda freatica. La Fonte non può essere assegnata con certezza all'epoca romana, anche se la sua antichità è evidente.
La Cosina
Una cavità naturale aperta nel versante orientale del Monte Brusino, ottenuta dall'erosione della roccia calcarea. è databile fra la fine dell'età del Rame e l'età del Bronzo antico, ossia tra la fine del III - inizi del II millennio a.C.
La Carega del Diaol
Un blocco roccioso con un'iscrizione funeraria di età imperiale: "D(IS) M(ANIBUS) PLIAMNUS TERTI M/ANDILONIS F(LIUS) T P(RIMAE) LIBERTAE EX(OR)" che significa "La fece fare Publio Liamno figlio di Marco Andilone in onore dei Mani per sé e per la moglie Liberta".